# Zachary Garred
Zachary Garred (Newcastle, 13 dicembre 1986) è un attore australiano.
Ha interpretato il ruolo di Brett nella serie per ragazzi Foreign Exchange.

## Filmografia

### Televisione
- Foreign Exchange - serie TV, 26 episodi (2004)
- Home and Away - serie TV, 5 episodi (2005)
- Blue Water High - serie TV, 1 episodio (2006)
- Two Twisted - serie TV, 1 episodio (2006)
- Out of the Blue - soap opera TV (2008)
- Scorched - film TV (2008)
- All Saints - serie TV, 1 episodio (2008)
- General Hospital - serie TV (2014)